# Deutscher Comedypreis 2010
Die 14. Verleihung des Deutschen Comedypreises fand am 14. Oktober 2010 im Rahmen des 20. Internationalen Köln Comedy Festivals in Köln statt. Moderiert wurde die Deutsche Comedypreis-Verleihung 2010 zum dritten Mal von Dieter Nuhr.
Die Aufzeichnung der Preisverleihung wurde einen Tag später am Freitag, den 15. Oktober 2010 um 21:15 Uhr auf dem Fernsehsender RTL ausgestrahlt. Im Durchschnitt sahen 3,98 Millionen Zuschauer die Aufzeichnung auf RTL.
Vergeben wurden die Preise von einer siebenköpfigen Jury unter der Leitung von Thomas Hermanns.
Die im letzten Jahr eingeführte Formatkategorie Beste Versteckte Kamera wurde wieder entfernt. Daher wurden in 15 Kategorien Preise verliehen, wobei vier Kategorien gesetzte Preise waren.

## Preisträger und Nominierte
Während die Nominierungen am 26. August 2010 bekanntgegeben wurden, wurden am 14. Oktober 2010 im Rahmen der Verleihung die Preisträger veröffentlicht.

### Beste Comedyshow
heute-show (ZDF)
Cindy aus Marzahn & Die jungen Wilden (RTL)
Willkommen bei Mario Barth (RTL)

### Beste Late Night Show
TV total (ProSieben)
Aufgemerkt! Pelzig unterhält sich (ARD)
Inas Nacht (ARD)

### Beste Comedyserie
Danni Lowinski (Sat.1)
Pastewka (Sat.1)
Stromberg (ProSieben)

### Beste Sketchcomedy
Ladykracher (Sat.1)
Dennis und Jesko (NDR)
Ich bin Boes (RTL)

### Bestes Comedyevent
Fröhliche Weihnachten! – mit Wolfgang & Anneliese (Sat.1)
Der große Comedy Adventskalender (RTL)
Switch Reloaded – Der Jahresrückblick (ProSieben)

### Bestes TV-Soloprogramm
Johann König live! Total Bock auf Remmi Demmi (RTL)
Kaya Yanar – Live und unzensiert (RTL)
René Marik live! Autschn! (RTL)

### Beste TV-Komödie
Barfuß bis zum Hals (Sat.1)
C.I.S. – Chaoten im Sondereinsatz (RTL)
Die Spätzünder (ARD)

### Bester Komiker
Dieter Nuhr
Eckart von Hirschhausen
Matze Knop

### Beste Komikerin
Cindy aus Marzahn
Mirja Boes
Monika Gruber

### Bester Schauspieler
Christoph Maria Herbst
Bastian Pastewka
Jan Josef Liefers

### Beste Schauspielerin
Annette Frier
Anke Engelke
Diana Amft

## Weitere Preisträger
Die folgenden Preise sind vom Veranstalter, der Köln Comedy Festival GmbH, gesetzte Preise und wurden ohne vorherige Nominierung am 14. Oktober 2010 vergeben.

### Erfolgreichste Kinokomödie
Zweiohrküken

### Erfolgreichster Live-Act
Mario Barth

### Ehrenpreis
Herbert Feuerstein

### Bester Newcomer
Dave Davis